# تاجر رؤیا
تاجر رؤیا (به هندی: Sapno Ka Saudagar) فیلمی محصول سال ۱۹۶۸ و به کارگردانی ماهش کائول است. در این فیلم بازیگرانی همچون راج کاپور، هما مالینی، تانوجا، آچالا ساچدف، دروگا خوطه ایفای نقش کرده‌اند.